# Prefettura di Hotan
La prefettura di Hotan (in cinese: 和田地区, pinyin: Hétián Dìqū; in uiguro: خوتەن ۋىلايىتى) è una prefettura della provincia del Sinkiang, in Cina.

## Suddivisioni amministrative
- Hotan
- Contea di Hotan
- Contea di Lop
- Contea di Minfeng
- Contea di Pishan
- Contea di Qira
- Contea di Yutian
- Contea di Karakax (o contea di Moyu)